# Яшнев, Василий Иванович
Василий Иванович Яшнев (31 декабря 1879, Санкт-Петербург — 20 февраля 1962, Псков) — российский и советский музыкант-гитарист, музыкальный педагог, композитор.

## Биография
Василий Яшнев родился 31 декабря 1879 года в семье крестьянина Ивана Степановича Яшнева, приехавшего на заработки в Санкт-Петербург из деревни Федоровской Лявленской волости Архангельского уезда Архангельской губернии. Был крещен в Андреевском соборе на Васильевском острове Санкт-Петербурга.
Интерес к музыке появился в раннем детстве, самостоятельно освоил мандолину и гитару, затем фортепиано, сочинял песни.
В пятый класс школы Карла Мая поступил в 1897 году и покинул её стены в 1899 году.  
В 1899 году поступил на музыкальные курсы при Педагогическом институте. По совету профессора Николая Александровича Соколова, преподававшего теорию композиции, поступил в Санкт-Петербургскую консерваторию. Помимо Соколова учился у Н. А. Римского-Корсакова, А. К. Глазунова и И. И. Витоля. Учёбу совмещал с работой счетоводом в управлении Балтийской железной дороги. С 1900 года сочинил несколько десятков песен и романсов, которые печатались в издательствах Москвы и Санкт-Петербурга, а также исполнялись на концертах. Окончил консерваторию в 1913 году, получив профессию «музыканта историка-теоретика», оставил работу в управлении железной дороги и полностью посвятил себя музыкальному творчеству.
После окончания консерватории написал оперы «Тяжелые времена» и «Урок пения», симфоническую поэму «От пяти до семи вечера», «Драматическую увертюру», несколько пьес. С 1916 года также преподавал теорию сольфеджио и гармонии на музыкальных курсах в Педагогическом музее военно-учебных заведений. В то же время выступал с лекциями в Музыкально-историческом обществе. В первые годы после революции продолжил преподавательскую деятельность в различных заведениях Петрограда. До Революции преподавал в Коммерческом Училище, в Женской гимназии Хитрово и в Петрозаводском музыкальном институте. После Великой Октябрьской Социалистической революции вёл уроки пения в Петроградском смешанном начальном городском училище (Гатчинская, 35) и 22-м Александровском смешанном Начальном городском училище.
В 1920 году переехал в Самару, где вёл музыкальный курс в Самарском государственном университете.
В 1922 году вернулся в Петроград и стал работать в Академической капелле. В 1925 году совместно с Б. В. Асафьевым и Ю. А. Шапориным основал музыкальное издательство «Тритон», в котором до 1936 года печатались ноты и книги по музыкальному образованию, в том числе самоучители по игре на мандолине и гитаре за авторством самого Яшнева.
Под влиянием испанского гитариста Андреса Сеговии, с которым неоднократно встречался в 1920-х и 1930-х годах, начал серьёзно заниматься шестиструнной гитарой. Брал уроки игры на гитаре у П. И. Исакова, а также преподавал теорию музыки гитаристам на курсах Исакова. С 1930 года преподавал курс гитары в Третьем ленинградском музыкальном техникуме (впоследствии преобразовано в Музыкальное училище при Ленинградской городской консерватории) и во Дворце пионеров им. А. А. Жданова. Среди его учеников лауреаты всесоюзных и международных конкурсов: Б. А. Павлов, Е. Н. Рябоконь-Успенская, Л. Ф. Андронов, Л. Г. Седлецкая. В 1930-х годах опубликовал два сборника пьес для учащихся детских музыкальных школ. Также написал учебно-методические пособия: «Сборник учебно-художественных материалов для шестиструнной гитары» (1932 год), «Тридцать пьес для шестиструнной гитары» (последнее издание 1959 году), «Первые шаги гитариста: школа-самоучитель игры на шестиструнной гитаре» (6-е издание в 1982 году).
Музыкальная деятельность Яшнева прервалась в годы Великой Отечественной войны. В 1942 году он был эвакуирован по «Дороге жизни» в село Исетск Исетского района Омской области (с 6 февраля 1943 года — Курганской области, с 14 августа 1944 года — Тюменской области).
Его дом в Ленинграде был разрушен бомбёжкой, поэтому в 1945 году Яшнев поселился в Пскове, преподавал в педагогическом училище и музыкальной школе. В 1953 году создал при Доме народного творчества. самодеятельный оперный коллектив. Этот коллектив поставил под руководством В. И. Яшнева три оперы: «Евгений Онегин» П. И. Чайковского, «Наталка-полтавка» Н. В. Лысенко и «Алеко» С. В. Рахманинова. Кроме того, продолжал композиторскую деятельность, написал музыку для спектаклей «Испанский священник» и «Дерзость».
Василий Иванович Яшнев скончался 20 февраля 1962 года в городе Пскове Псковской области. Похоронен на Мироносицком кладбище Пскова.

## Сочинения
В 1927 году издал «Новейший само-учитель для семиструнной гитары с приложением полной музыкальной грамоты, упражнений, песен и пьес по нотной и цифровой системе» (переизданный в 1928-29 годах), а также «Сборник классических этюдов для 6-ти струнной гитары : В 3-х частях.» (Л., Тритон, 1935), «30 пьес для шестиструнной гитары» (Л., Музгиз, 1959) и др.
Автор пособия «Первые шаги гитариста: Школа-самоучитель игры на шестиструнной гитаре», — работа над книгой была прервана тяжелой болезнью и смертью В. И. Яшнева в начале 1962 года и была закончена Б. Вольманом.
В. И. Яшнев является автором обработок и переложений для гитары музыки многих народных песен и произведений известных русских композиторов.

## Память
В 1975 году деревянный дом во Пскове, в котором жил Яшнев по адресу Плехановский посад дом 15, был включён в «Материалы свода памятников истории и культуры РСФСР: Псковская область». Впоследствии у дома обвалилась крыша.
Статьи о Яшневе были размещены во «Псковской энциклопедии» (2003) и «Псковском биографическом словаре» (2002). В 2007 и 2012 годах во Псковском областном колледже искусств им. Н. А. Римского-Корсакова прошли две международные научно-практические конференции «Ретроспектива и перспективы гитары», посвященные памяти Яшнева.

## Семья
Жена  Елена Александрова Яшнева (урожд.Никитина) род.в 1895 году.